# Dragiša Vučinić
Dragiša Vučinić (in serbo Драгиша Вучинић?; Mostar, 4 aprile 1948) è un ex cestista, allenatore di pallacanestro e dirigente sportivo jugoslavo.

## Palmarès

### Giocatore
- YUBA liga: 2

Stella Rossa Belgrado: 1968-69, 1971-72
- Coppa di Jugoslavia: 3

Stella Rossa Belgrado: 1971, 1973, 1975
- Coppa delle Coppe: 1

Stella Rossa Belgrado: 1973-74